# Centro Deportivo Mavuso
El Centro Deportivo Mavuso (en inglés: Mavuso Sports Centre)  es el nombre que recibe un recinto deportivo de usos múltiples localizado en Manzini, en el país africano de Suazilandia. Actualmente se utiliza sobre todo para los partidos de fútbol. El estadio tiene una capacidad aproximada para recibir a unos 5.000 espectadores. 